# Беллинья
Беллинья́ (фр. Bellignat) — коммуна во Франции, находится в регионе Рона — Альпы. Департамент — Эн. Входит в состав кантона Южная Ойонна. Округ коммуны — Нантюа.
Код INSEE коммуны — 01031.

## География
Коммуна расположена приблизительно в 390 км к юго-востоку от Парижа, в 85 км северо-восточнее Лиона, в 31 км к востоку от Бурк-ан-Бреса.
По территории коммуны протекает река Анж. Большая часть территории коммуны покрыта лесами.

## Климат
Климат полуконтинентальный с холодной зимой и тёплым летом. Дожди бывают нечасто, в основном летом.

## Население
Население коммуны на 2010 год составляло 3537 человек.
| 1962 | 1968 | 1975 | 1982 | 1990 | 1999 | 2010 |
| ---- | ---- | ---- | ---- | ---- | ---- | ---- |
| 850  | 832  | 1077 | 2602 | 3233 | 3505 | 3537 |

## Администрация
| Период | Период | Фамилия         | Партия                              | Примечания |
| ------ | ------ | --------------- | ----------------------------------- | ---------- |
| 1971   | 2008   | Фернан Сембарди | Французская коммунистическая партия |            |
| 2008   | 2014   | Виктор Жакено   | беспартийный                        |            |
| 2014   | 2020   | Жан-Жорж Арбан  | Разные левые                        |            |

## Экономика
В 2010 году среди 2340 человек трудоспособного возраста (15—64 лет) 1719 были экономически активными, 621 — неактивными (показатель активности — 73,5 %, в 1999 году было 74,2 %). Из 1719 активных жителей работали 1465 человек (797 мужчин и 668 женщин), безработных было 254 (107 мужчин и 147 женщин). Среди 621 неактивных 236 человек были учениками или студентами, 183 — пенсионерами, 202 были неактивными по другим причинам.

## Фотогалерея

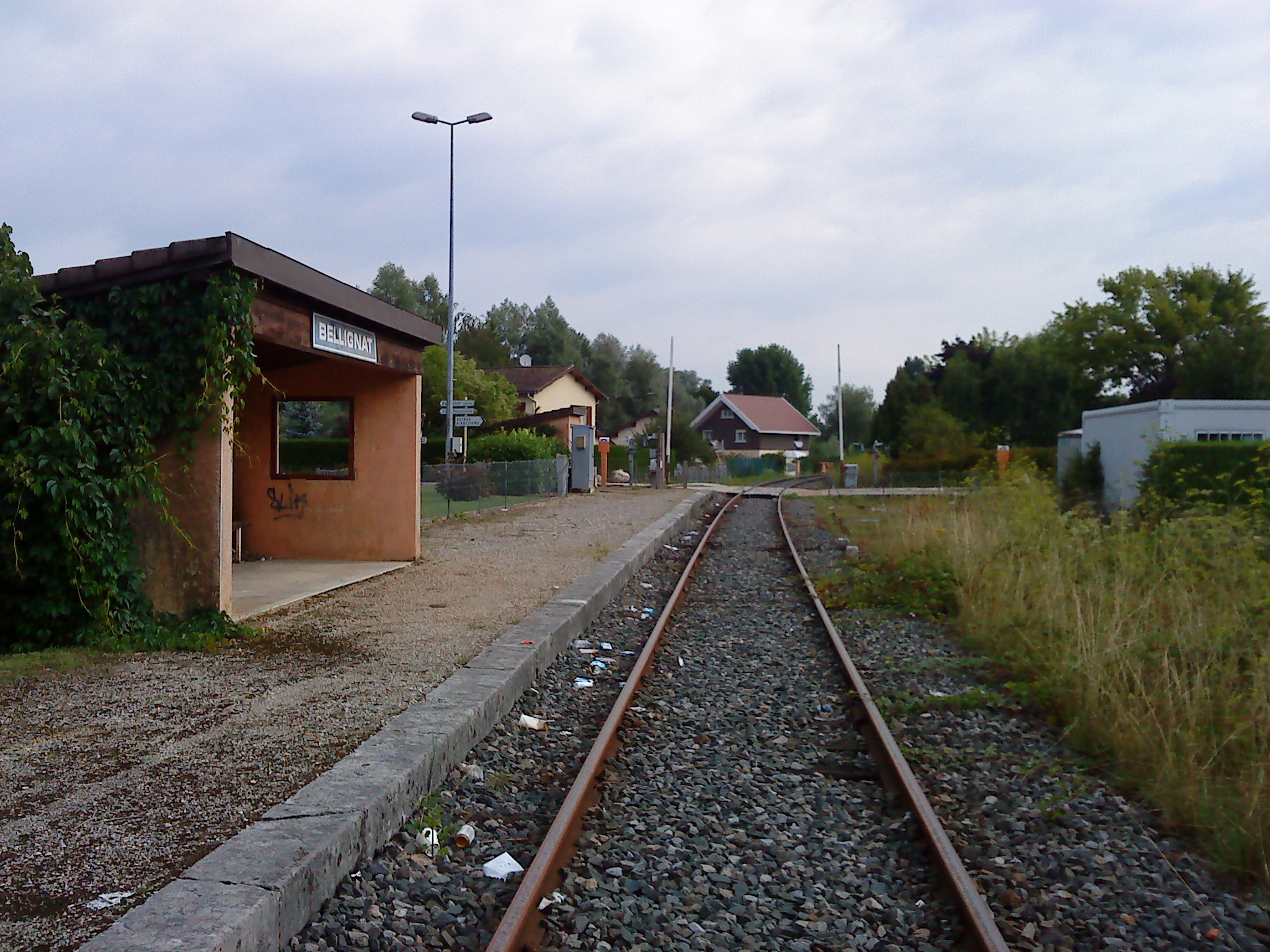
Вокзал
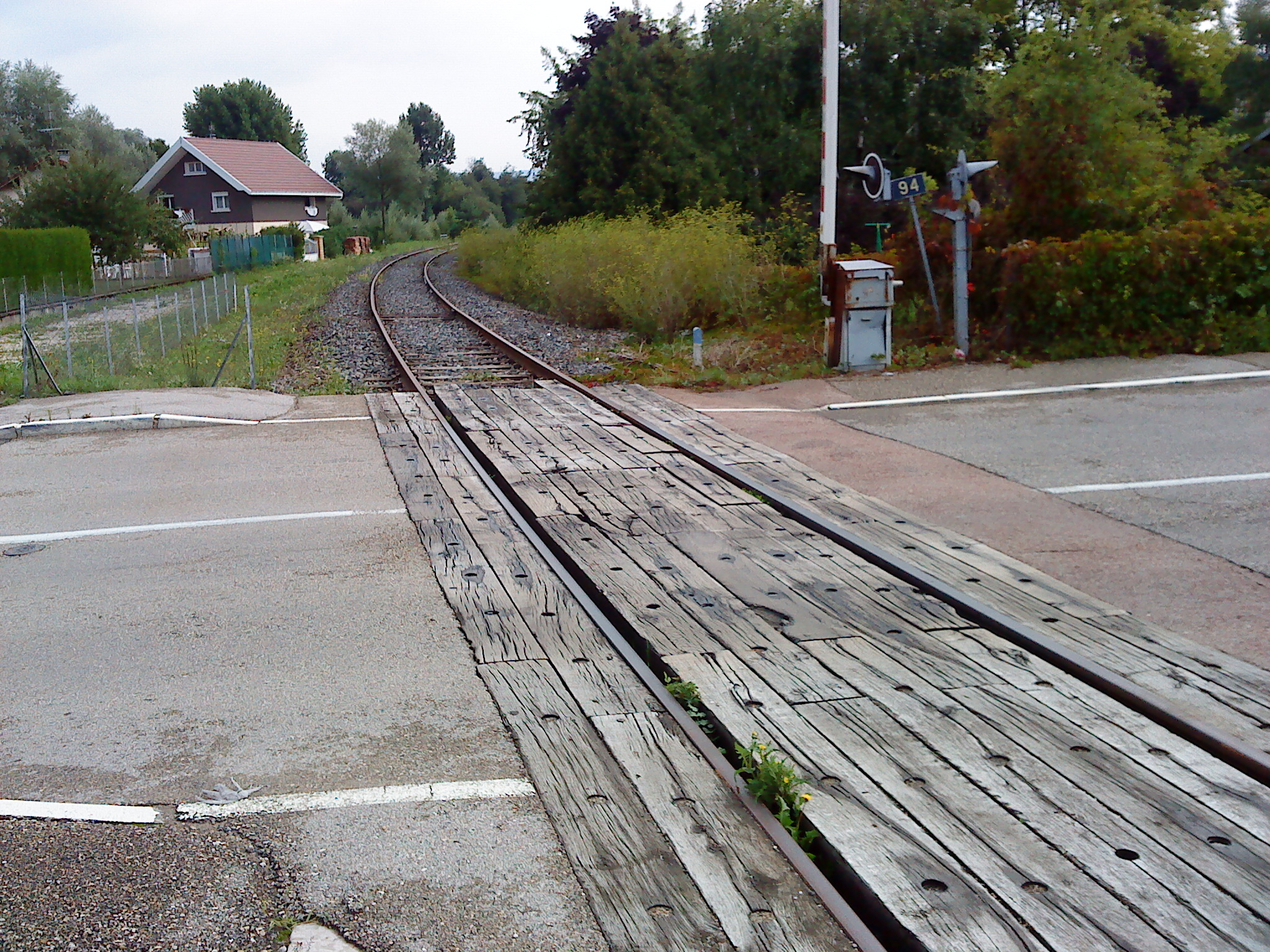
Вокзал
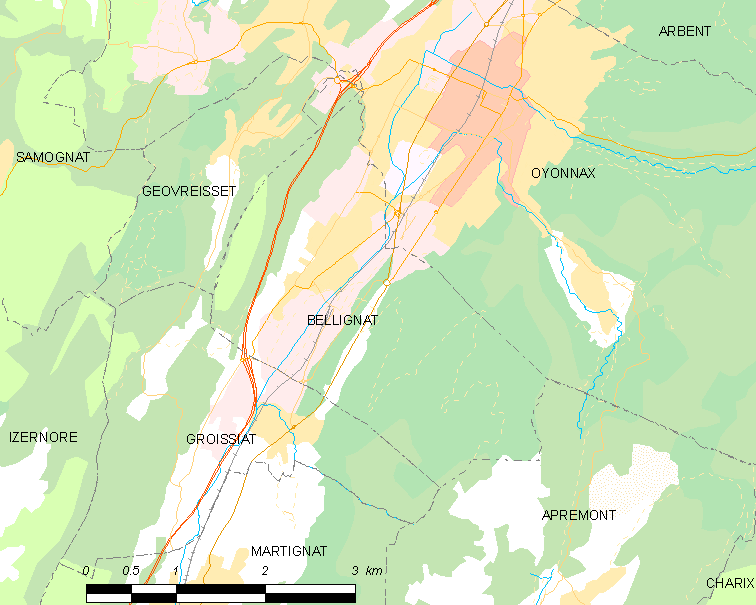
Карта коммуны